# Nikolaj Mikhajlov
Nikolaj Mikhajlov (på bulgarsk Николай Михайлов) (født 28. juni 1988 i Sofia, Bulgarien) er en bulgarsk fodboldspiller, der spiller som målmand hos den hollandske Æresdivisions-klub FC Twente. Han har spillet for klubben siden 2007, frem til 2010 dog som lejesvend fra Liverpool F.C. i England. Han startede sin seniorkarriere i hjemlandet hos Levski Sofia.
Mikhajlov har to gange, i 2006 og 2007 vundet det bulgarske mesterskab med Levski Sofia, og i 2005 var han også med til at vinde landets pokalturnering. Med Twente var han i 2010 med til at vinde det hollandske mesterskab.
Nikolaj er søn af en anden tidligere bulgarsk landsholdsmålmand, og indehaveren af landskampsrekorden for Bulgarien, Borislav Mikhajlov.

## Landshold
Mikhajlov står (pr. september 2010) noteret for otte kampe for Bulgariens landshold. Han debuterede for holdet i 2006, i en alder af kun 17 år, i en venskabskamp mod Skotland.

## Titler
Bulgarske liga
- 2006 og 2007 med Levski Sofia

Bulgarske pokalturnering
- 2005 med Levski Sofia

Hollandske liga
- 2010 med FC Twente